# بلیزکوو
بلیزکوو (به چکی: Blízkov) یک منطقهٔ مسکونی در جمهوری چک است که در ناحیه ژدار ناد سازاووو واقع شده‌است. بلیزکوو ۱۳٫۴۳ کیلومتر مربع مساحت و ۳۲۲ نفر جمعیت دارد و ۴۹۴ متر بالاتر از سطح دریا واقع شده‌است.